# Сідар (Мічиган)
Сідар (англ. Cedar) — переписна місцевість (CDP) в США, в окрузі Лілано штату Мічиган. Населення — 102 особи (2020).

## Географія
Сідар розташований за координатами 44°50′48″ пн. ш. 85°47′39″ зх. д. / 44.84667° пн. ш. 85.79417° зх. д. (44.846668, -85.794058).  За даними Бюро перепису населення США в 2010 році переписна місцевість мала площу 0,47 км², уся площа — суходіл.

## Демографія
Згідно з переписом 2010 року, у переписній місцевості мешкали 93 особи в 44 домогосподарствах у складі 26 родин. Густота населення становила 200 осіб/км².  Було 47 помешкань (101/км²).
Расовий склад населення:
| - 94,6 % — білих - 2,2 % — чорних або афроамериканців - 1,1 % — корінних американців - 1,1 % — азіатів |

До двох чи більше рас належало 1,1 %. Частка іспаномовних становила 0,0 % від усіх жителів.
За віковим діапазоном населення розподілялося таким чином: 23,7 % — особи молодші 18 років, 60,2 % — особи у віці 18—64 років, 16,1 % — особи у віці 65 років та старші. Медіана віку мешканця становила 39,8 року. На 100 осіб жіночої статі у переписній місцевості припадало 89,8 чоловіків;  на 100 жінок у віці від 18 років та старших — 77,5 чоловіків також старших 18 років.
За межею бідності перебувало 16,3 % осіб, у тому числі 0,0 % дітей у віці до 18 років та 10,0 % осіб у віці 65 років та старших.
Цивільне працевлаштоване населення становило 44 особи. Основні галузі зайнятості: мистецтво, розваги та відпочинок — 31,8 %, освіта, охорона здоров'я та соціальна допомога — 25,0 %, науковці, спеціалісти, менеджери — 22,7 %.